# Luffield Abbey
Luffield Abbey var en civil parish från 1858 till 2001 då den blev en del av Lillingstone Dayrell with Luffield Abbey, i grevskapet Buckinghamshire, i England. Civil parish var belägen 9 km från Buckingham och hade 0 invånare år 1971.